# Gego
Gertrud Louise Goldschmidt (geboren 1. August 1912 in Hamburg; gestorben 17. September 1994 in Caracas; Pseudonym GEGO) war eine deutsch-venezolanische Bildhauerin, Installationskünstlerin, Architektin und Zeichnerin. Bekannt wurde sie durch ihre abstrakten Zeichnungen, dreidimensionalen Arbeiten und ihre mit Draht vernetzten Konstruktionen. Gegos erfolgreichste Arbeiten entstanden in den 1960er und 1970er Jahren.

## Leben
Informationen über Gegos Biographie entstammen zum größten Teil ihrem persönlichen Nachlass. Nach ihrem Tod erhielt die in Caracas gegründete Stiftung Fundación Gego einen Koffer, in dem sie ihr ganzes Leben lang persönliche Dokumente aufgehoben hatte. Darunter befanden sich auch biographische Fragebögen von Frithjof Trapp, Spezialist für Exilliteratur von 1933 bis 1945, der Studien über das Exil und die Emigration der Juden in Hamburg durchführte und im Jahr 1987 Gego bat, einige seiner Fragebögen auszufüllen. Sie jedoch schickte die Fragebögen nach dem Ausfüllen nicht zurück. Aus den biographischen Fragebögen und den persönlichen Dokumenten entstand 2005 das Buch Sabidurías and other texts by Gego, welches in englischer und spanischer Sprache erschien.

### Erster Lebensabschnitt in Deutschland
Gegos Urgroßvater gründete 1815 das Bankhaus „Goldschmidt & Sohn“, ihr Onkel Adolph Goldschmidt war ein erfolgreicher deutscher Kunsthistoriker. Gego war das sechste von sieben Kindern. Zunächst besuchte sie eine öffentliche Schule, später wurde sie zu Hause unterrichtet. Anschließend wechselte sie auf eine Privatschule. Bei ihrem ersten Versuch fiel Gego durch das externe Abitur.  
Von 1932 bis 1938 studierte sie Architektur an der Technischen Hochschule Stuttgart, nachdem sie sich schon als Kind sehr für Kunst interessiert hatte. Im August 1938 wurde Gego bewusst, dass sie sich zu diesem Zeitpunkt, in Deutschland, in einer gefährlichen Situation befand, da sie einer jüdischen Familie entstammte. Paul Bonatz war einer von vielen Professoren, bei denen sie ihr Architekturstudium absolvierte, dieser und einige andere Hochschullehrer halfen, ihre Arbeiten schnellstmöglich zum Abschluss zu bringen und zu bewerten, damit sie zeitnah ihr Diplom erhielt, mit dem Ziel, sich damit außerhalb von Deutschland um Arbeit zu bewerben.

### Zweiter Lebensabschnitt in Venezuela
Nachdem Gego 1938 erfolgreich ihr Architekturstudium beendet hatte, bewarb sie sich mit ihrem Diplom bei allen potentiellen Auswanderungsländern um eine Arbeitserlaubnis. In die USA wollte Gego aus persönlichen Gründen nicht. Allmählich drängte die Zeit, da die Situation in Deutschland auch für Gego immer gefährlicher wurde. Im Jahr 1938, am Tag nach der Reichspogromnacht, entkam sie in München nur knapp dem Zugriff durch die Nationalsozialisten. Im März 1939 wanderten ihre Eltern mit einem Visum für England aus. Da Gego noch in Deutschland bleiben musste, regelte sie den Verkauf und die Auflösung des Besitzes der Familie. Einige Wochen später erhielt sie ein Arbeitsangebot aus Caracas in Venezuela. 
Gego verließ Deutschland und reiste mit dem Schiff zu ihrer Familie nach Southampton, England. Da sie jedoch nur ein Durchreise-Visum für England hatte, musste sie weiter nach Venezuela reisen. Vor Ort angekommen wurde Gego schnell bewusst, dass sie sich eigenständig auf Arbeitssuche begeben musste, da das Stellenangebot nicht mehr bestand. Mehrere Monate später, im Jahr 1940, zeigten ihre Bemühungen Erfolg, und sie erhielt eine Stelle in einem Architekturbüro, wo sie als Architektin arbeitete und für den Bau öffentlicher Gebäude in Caracas zuständig war.
Ein paar Monate später lernte sie über deutsche Emigrantenkontakte ihren zukünftigen Ehemann Ernst Gunz kennen. Gemeinsam gründeten sie eine Tischler- und Lampenwerkstatt. Sie bekamen zwei Kinder. 1951 trennte sich das Ehepaar. 1952 erhielt Gego die venezolanische Staatsbürgerschaft und lernte Gerd Leufert kennen, der wegen des Ölreichtums 1951 nach Venezuela gezogen war. Da sie sich sowohl privat als auch auf künstlerischer Ebene sehr gut verstanden, verbrachten sie den Rest ihres Lebens gemeinsam.
In den folgenden sechs Jahren arbeitete Gego verstärkt an ihren Zeichnungen und Skulpturen, bis sie als Lehrerin für Bildhauerei an der Escuela de Artes Plásticas Cristobal Rojas zu unterrichten begann. Von 1961 bis 1967 war sie als Professorin für Aquarell und Gouache an der Architektur- und Städtebaufakultät der Universidad Central de Venezuela tätig und von 1964 bis 1977 als Dozentin im Instituto de Diseño in Caracas, welches sie mitbegründete. Anschließend folgten zahlreiche Aufenthalte in den USA und Europa, wo Gego ihre Arbeiten präsentierte.
Am 17. September 1994, mit 82 Jahren, starb Gego in Caracas. Daraufhin gründete sich die Fundación Gego, die ihren Nachlass verwaltet.

## Arbeitsweise
1953, nach dem Umzug von Caracas nach Tarma, malte Gego Aquarelle, zeichnete Landschaften und fing an Holzschnitte anzufertigen. Ein Jahr später präsentierte sie zwei dieser Werke in der Ausstellung XV Salón Oficial Anual de Arte Venezolana.
Nach einem längeren Aufenthalt im Ausland fing Gego an mit dreidimensionalen Werken und Skulpturen aus Draht, Seilen und Stangen zu experimentieren. 
Ihre Ausbildung als Architektin prägte ihre Werke. Als Architektin war ihr der Bezug zum Raum am wichtigsten, es gibt kein Element in ihren Arbeiten, welches nicht dem Verhältnis zum Raum untergeordnet wäre. Als Ingenieurin widmete sich Gego den technischen Problemen, die entstanden, wenn sie ihre Werke aus Draht, Seilen und Stangen nach ihren Vorstellungen umsetzen wollte. Als Künstlerin überraschte sie immer wieder, indem sie trotz der strengen Vorgaben des Raumes es schaffte, in ihre Arbeiten einen Hauch von Unordnung, Dynamik und Poesie hineinzubringen. Die lateinamerikanische Kunstkritikerin Marta Traba sagte dazu im Jahre 1974: „Ohne diese technisch-professionelle Grundlage wäre es ihr nicht möglich gewesen, ihr Werk zu realisieren.“

## Ausstellungen (Auswahl)
Quelle: Ausstellungsverzeichnis des Zentrum für Kunst und Medientechnologie Karlsruhe bis 2001

### Einzelausstellungen
- 1961: Dibujos recientes de Gego, Museo de Bellas Artes, Caracas
- 1967: Gego.Esculturas, Galería Conkright, Caracas
- 1969: Reticulárea, Museo de Bellas Artes, Caracas
- 1970: Gego. Drawings, The Graphics Gallery, San Francisco
- 1971: Gego. Sculpture and Drawing, Betty Parsons Gallery, New York
- 1977: Gego, Museo de Arte Contemporáneo de Caracas, Caracas
- 1984: Dibujos sin papel, Museo de Bellas Artes, Caracas
- 1985: 5.85 (Dibujos sin papel), Museo de Barquisimeto, Barquisimeto
- 1990: Tejeduras, Galería Sotavento, Caracas
- 1994: Gego, una mirada a su obra, Museo de Arte Contemporáneo de Caracas, Caracas
- 2000/2001: Gego 1955–2000, Museo de Arte Contemporáneo de Caracas, Caracas
- 2012: Gego: Origin and Encounter, Mastering the Space, Americas Society, New York[5]
- 2013: Line as Object. Serial Attitudes: Wiederholung als Methode seit den 1960ern, Kunsthalle Hamburg; Katalog.
- 2014: Line as Object. Kunstmuseum Stuttgart[6]
- 2022: Gego: Architektur einer Künstlerin. Kunstmuseum Stuttgart[7]
- 2023: Gego: Measuring Infinity. Solomon R. Guggenheim Museum, New York[8]

### Gruppenausstellungen
- 1954: XV Salón Oficial Anual de Arte Venezolano, Museo de Bellas Artes, Caracas
- 1955: Venezolanische Impressionen 1954, Galerie Wolfgang Gurlitt, München
- 1959: Pintura y escultura de profesores de la Faculdad de Arquitectura, Universidad Central de Venezuela, Caracas
- 1960: Recent Sculpture, David Herbert Gallery, New York
- 1960/1961: Section Eleven (New Names), Betty Parsons Gallery, New York
- 1963: Pintura geométrica venezolana 1950–1960, Galería de Arte del INCIBA, Caracas
- 1964: One Hundred Contemporary Prints – Pratt Graphic Art Center, Jewish Museum, New York
- 1965: The Responsive Eye, The Museum of Modern Art, New York
- 1966: Art of Latin America since Independence, Yale University Art Gallery, New Haven
- 1967: Recent Latin American Art, The Museum of Modern Art, New York
- 1968: New Dimension in Lithography. An Exhibition Recently Selected from the Tamarind Lithography Workshop, Fisher and Quinn Galleries, Southern California University
- 1969: El arte cinético y sus orígenes, Ateneo de Caracas, Caracas
- 1969/1970: Latin America. New Paintings and Sculpture. Juan Downey, Agustín Fernández, Gego, Gabriel Morera, Center for Inter-AmericanRelations Art Gallery, New York
- 1971: Tamarind. A Renaissance of Lithography. A Loan Exhibition from the Tamarind Lithography, International Foundation, California
- 1975: Relaciones y contrastes en la pintura venzolana, Museo de Bellas Artes, Caracas, Gego, Otero y Negret, Galería Adler Castillo, Caracas
- 1976: Las artes plásticas en Venezuela, Museo de Bellas Artes, Caracas
- 1978: Pequeña historia del dibujo en Venezuela, Estudio Actual, Caracas
- 1982: Spielraum – Raumspiele, Alte Oper, Frankfurt am Main
- 1986: Caracas urbana, Museo de Arte La Rinconada, Caracas
- 1988–1990: The Latin Spirit. Art and Artists in the United States 1920–1970, The Bronx Museum of Art, New York
- 1992: Latin American Artists of the Twentieth Century, Plaza de Armas, Sevilla
- 1996/1997: Inside the Visible. An Elliptical Traverse of 20th Century Art (in, of, and from the Feminine), The Institute of Contemporary Art, Boston
- 1997–1999: Re-Aligning Vision. Alternative Currents in South American Drawing, The Neighborhood Museum, New York
- 1999/2000: The Experimental Exercise of Freedom. Lygia Clark, Gego, Mathias Goeritz, Hélio Oiticica and Mira Schendel, The Museum of Contemporary Art, Los Angeles
- 2000: Force Fields. Phases of the Kinetic, Hayward Gallery, London
- 2000/2001: Heterotopías. Medio siglo sin lugar 1918–1968, Museo Nacional Centro de Arte Reina Sofía, Madrid
- 2001: Geometric Abstraction. Latin American Art in the Patricia Phelps de Cisneros Collection, Fogg Art Museum, Harvard University.
- 2004: Ruth Vollmer & Gego: Thinking the Line, Zentrum für Kunst und Medien, Karlsruhe

## Auszeichnungen
- Nationalpreis Venezuelas, für ihre Zeichnung beim XIX Salón Oficial Anual de Arte Venezolana
- Nationalpreis Venezuelas für bildende Kunst